# 人民世界
《人民世界》（英語：People's World） 是美国的一份马克思主义左翼全国性网络新闻日报。该报自创刊以来得到许多组织的支持，主要是美国共产党。

## 历史
《人民世界日报》于1938年首次推出。它的创始人哈里森·乔治在加利福尼亚州支持者中筹集了33,000美元后，在旧金山创立了《人民世界日报》。日报有20,000名读者，费用为3美分。它在整个美國西海岸发行。 
第二次世界大战结束后，《人民世界日报》的许多编辑都被判定触犯“密谋暴力推翻美国政府”的史密斯法案。在20世纪50年代，日报记者不被允许进入加利福尼亚州各个理事机构的记者席。发行量也有所下降，在1955年只印刷5000张。1957年，日报成为周报。1986年，《人民世界日报》与《世界日报》（前身为1924年由芝加哥的共产主义者、社会主义者、工会成员和其他积极分子创立的《工人日报》）合并为《人民世界》。
它的出版商是Long View Publishing Company，它是国际劳工通讯协会的成员，并被编入另类新闻索引。其员工属于美国劳工联合会和产业工会联合会。《人民世界》有名为Mundo Popular的西班牙语版。2009年，《人民世界》重新作为在线新闻出版物推出。